# Johann Baptist Gradl
 (février 2024).
Si vous disposez d'ouvrages ou d'articles de référence ou si vous connaissez des sites web de qualité traitant du thème abordé ici, merci de compléter l'article en donnant les références utiles à sa vérifiabilité et en les liant à la section « Notes et références ».
Johann Baptist Gradl, né le 25 mars 1904 à Berlin et mort le 2 juillet 1988 à Berlin, est un homme politique allemand membre de l'Union chrétienne-démocrate d'Allemagne (CDU).
Journaliste, puis banquier, il appartient au Parti du centre tout au long de la République de Weimar. Au cours de la Seconde Guerre mondiale, il sert brièvement dans la Wehrmacht.
À l'issue du conflit, il s'installe à Berlin-Ouest, reprend son métier de journaliste et s'implique dans les structures en faveur de la réunification allemande. Membre de la CDU dès 1945, il est élu douze ans plus tard député au Bundestag.
En 1965, le chancelier Ludwig Erhard le nomme ministre fédéral des Expulsés. À la rupture de la coalition au pouvoir, en 1966, il prend l'intérim du ministère fédéral des Questions pan-allemandes. Il quitte l'exécutif avec l'investiture de Kurt Georg Kiesinger.
Il continue ensuite de s'impliquer dans la politique allemande, présidant la commission parlementaire dédiée ou la CDU Exil. Il quitte la vie politique en 1980.

## Biographie

### Jeunesse et formation
Il s'inscrit au Parti du centre allemand (Zentrum) dès 1919. Après avoir passé son Abitur en 1922, il s'inscrit à l'université Frédéric-Guillaume, où il étudie l'économie générale et les sciences de l'État. Il achève son cursus en 1926 à l'université Frédéric, à Halle, par l'obtention d'un diplôme d'économiste.

### Vie professionnelle
Il commence aussitôt à travailler comme conseiller de rédaction au sein du quotidien berlinois Germania, proche du Zentrum. Il quitte ce poste en 1930, année où il passe son doctorat de sciences de l'État et se fait élire président du Zentrum de Berlin.
Il est recruté en 1931 par l'association allemande des caisses d'épargne (DSGv), et devient parallèlement gestionnaire du Reichsgruppe Banken en 1938. Soldat dans la Wehrmacht entre 1940 et 1941, il cesse son activité professionnelle en 1945.

### Ascension en Allemagne de l'Ouest
Cette même année, il participe à la fondation de l'Union chrétienne-démocrate d'Allemagne (CDU), à Berlin et en zone d'occupation soviétique, tout en travaillant comme indépendant. En parallèle, il siège au conseil principal de la CDU.
Il est contraint de s'installer à Berlin-Ouest en 1947, puis devient en 1948 éditorialiste au quotidien Der Tag, diffusé dans la zone britannique de Berlin.
Il est élu en 1953 au comité directeur fédéral de la CDU et fonde l'année d'après l'Association pour l'Allemagne indivisible (KUD), qui défend la réunification des deux Allemagnes et le rattachement des territoires polonais. En 1957, la Chambre des députés de Berlin-Ouest le désigne parmi l'un des vingt-deux députés de la ville au Bundestag.
Au cours de l'année 1958, il accède à la présidence du conseil consultatif de recherche sur la réunification, qui étudie les éventuelles mesures à adopter dans ce cas de figure.

### Ministre fédéral
À la suite des élections fédérales de 1965, le chancelier fédéral Ludwig Erhard est reconduit dans ses fonctions et reforme sa coalition avec le Parti libéral-démocrate (FDP). Dans son gouvernement, il choisit de nommer Johann Baptist Gradl, désormais âgé de 61 ans, au poste de ministre fédéral des Expulsés, des Réfugiés et des Blessés de guerre.
Le FDP quitte la coalition le 28 octobre 1966, et Erhard confie à Gradl le poste de ministre fédéral des Questions pan-allemandes par intérim. Un cabinet de grande coalition est formé le 1er décembre par Kurt Georg Kiesinger, dans lequel il n'est pas reconduit.

### Engagement post-gouvernemental
Après le scrutin de 1969, il devient président de la commission parlementaire des Relations intra-allemandes.
Élu en 1970 président de la CDU Exil, fédération du parti qui réunit les réfugiés et expulsés, il n'est pas reconduit au comité directeur fédéral en 1971 et doit laisser sa présidence de commission en 1972. Il obtient en 1973 la présidence du KUD et abandonne deux ans plus tard celle du conseil consultatif de recherche sur la réunification.
Il quitte la vie politique à l'occasion des élections de 1980, à l'âg de 76 ans. En 1987, il cède à la fois la présidence du KUD et de la CDU Exil et met un terme définitif à son parcours politique.

### Vie privée
Marié à Marianne Brecour, nièce d'un élu social-démocrate de Prusse, il est père de quatre enfants. Il meurt le 2 juillet 1988 à Berlin-Ouest, à 84 ans.